# Fabienne Dufour
Fabienne Dufour (Bastenaken, 11 juli 1981) is een voormalige Belgische zwemster. Dufour werd Europees kampioene bij de junioren in 1997 op de 100m vlinderslag. Later haalde ze met het Belgisch estafetteteam een zilveren medaille op de 4x100m wisselslag op het EK in 2002. 
Dufour stopte op 24-jarige leeftijd met zwemmen door een aanslepende rugblessure. Tijdens haar carrière verbeterde ze in totaal 40 nationale records. Nu is ze enkel nog houdster van het Belgisch record op de 4x200m vrije slag samen met Nina Van Koeckhoven, Sofie Goffin en Yseult Gervy. 

## Internationale toernooien
| Jaar | Olympische Spelen                                                | WK langebaan                                                                      | WK kortebaan  | EK langebaan | EK kortebaan                                                                      |
| ---- | ---------------------------------------------------------------- | --------------------------------------------------------------------------------- | ------------- | --- | --------------------------------------------------------------------------------- |
| 1998 |                                                                  | 28e 50m vrije slag 28e 100m vrije slag 29e 100m vlinderslag 12e 4x100m vrije slag |               | | geen deelname                                                                     |
| 1999 |                                                                  |                                                                                   | geen deelname | geen deelname | geen deelname                                                                     |
| 2000 | 23e 100m vlinderslag 12e 4x200m vrije slag 11e 4x100m wisselslag |                                                                                   | geen deelname | 5e 50m vlinderslag · 12e 100m vlinderslag · 21e 200m vlinderslag · 4e 4x200m vrije slag · 4x100m wisselslag                  | geen deelname                                                                     |
| 2001 |                                                                  | 11e 50 m vlinderslag 11e 100m vlinderslag                                         |               | | geen deelname                                                                     |
| 2002 |                                                                  |                                                                                   | geen deelname | 18e 100m vrije slag 10e 50m vlinderslag 9e 100m vlinderslag 6e 4x100m vrije slag                                             | geen deelname                                                                     |
| 2003 |                                                                  | 10e 50m vlinderslag 17e 100m vlinderslag 13e 4x100m vrije slag                    |               | | 16e 50m vlinderslag 16e 100m vlinderslag 23e 200m vlinderslag 13e 100m wisselslag |
| 2004 | geen deelname                                                    |                                                                                   | geen deelname | 29e 50m vrije slag 13e 50m vlinderslag 13e 100m vlinderslag 22e 200m vlinderslag 10e 4x100m vrije slag 11e 4x200m vrije slag | 12e 50m vlinderslag 15e 100m vlinderslag 15e 200m vlinderslag 26e 100m wisselslag |

## Persoonlijke records
Bijgewerkt tot en met 16 september 2011

### Kortebaan
| Afstand          | Tijd    | Datum            | Plaats       |
| ---------------- | ------- | ---------------- | ------------ |
| 50m vrije slag   | 26,25   | 14 november 2004 | Saint-Dizier |
| 50m vlinderslag  | 27,07   | 12 februari 2000 | Parijs       |
| 100m vlinderslag | 59,58   | 20 november 2004 | Wachtebeke   |
| 200m vlinderslag | 2.13,68 | 9 december 2004  | Wenen        |

### Langebaan
| Afstand          | Tijd    | Datum             | Plaats    |
| ---------------- | ------- | ----------------- | --------- |
| 50m vrije slag   | 26,27   | 29 juli 2004      | Charleroi |
| 50m vlinderslag  | 27,26   | 3 juli 2000       | Helsinki  |
| 100m vlinderslag | 1.00,17 | 1 augustus 2002 d | Berlijn   |
| 200m vlinderslag | 2.16,97 | 13 januari 2004   | Luxemburg |